# پیبادی انرژی
پیبادی انرژی (انگلیسی: Peabody Energy) شرکت خوشه‌ای آمریکایی است، که در سال ۱۸۸۳ تأسیس شد.